# Mezzomorto Hussein Pacha
Mezzomorto Hussein Pacha (turc : Mezamorta Hüseyin Paşa) ou Hadj Husaïn Mezzomorto (turc : Hacı Hüseyin Mezamorta) est un célèbre corsaire musulman d'origine espagnole. Il aurait acquis son surnom de mezzomorto, signifiant en italien « à demi-mort », à la suite d'un combat avec les Espagnols au cours duquel il aurait été « mortellement » blessé.
Il exerce diverses fonctions politiques au sein de l'Empire ottoman, et des états barbaresques, s'illustrant tout particulièrement parmi le corps des raïs du royaume d'Alger, devenant même dey d'Alger. Reconnu à Constantinople pour ses qualités de marin, il devient kapudan pacha de la marine ottomane de 1695 jusqu'à sa mort, en 1701.

## Biographie

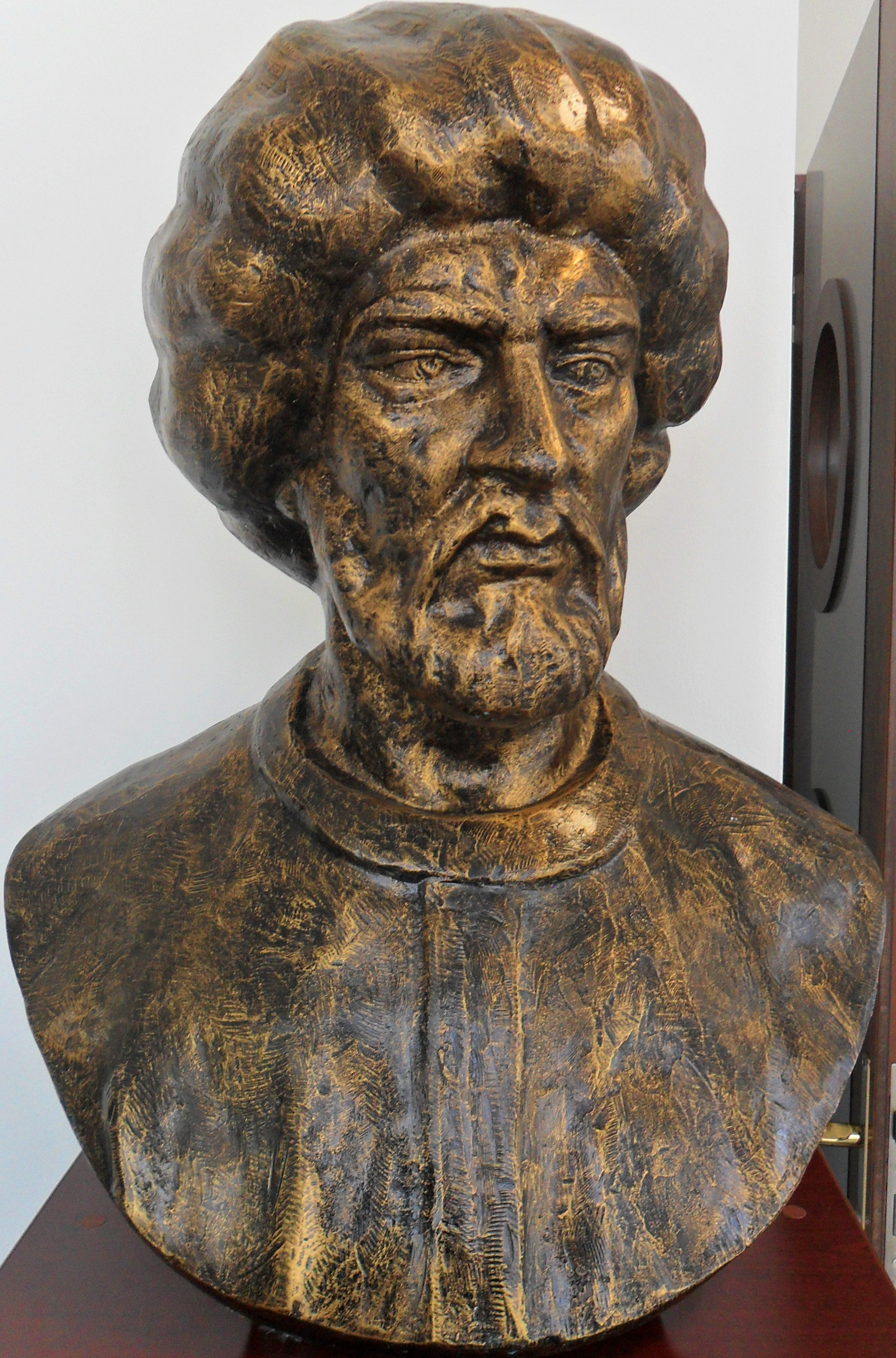
Buste de Hüseyin Mezamorta

Son origine n'est pas connue avec certitude ; une source du début du XVIIe siècle le décrit comme un renégat chrétien originaire de Majorque,. Il est mentionné pour la première fois en 1674, comme un corsaire déjà célèbre. 
Présent lors du bombardement d'Alger en 1682[réf. nécessaire], il prend l'année suivante la tête de la défense de la ville, lors de son bombardement par l'amiral Duquesne, après avoir assassiné le dey d'Alger, Baba Hassan, auquel il succède. Ce dernier a donné Mezzomorto en otage aux Français, mais ayant persuadé l'amiral français de le renvoyer à terre pour négociation, il mène une insurrection contre Baba Hassan et le tue. Il ouvre ensuite le feu contre la flotte française, obligeant Duquesne à mettre fin à son blocus. 
En 1684, il signe un traité pour une durée de 100 ans avec Duquesne. 
D'après la chambre de commerce de Marseille, les pirates d'Alger ont capturé entre 1674 et 1677, au moins 191 vaisseaux français.

### Dey d'Alger
En tant que Dey d'Alger, Mezzomorto prend part en 1686 à la guerre de Morée contre les Vénitiens. 
En 1688, Alger dénonce le traité avec la France et Mezzomorto repousse un nouveau bombardement sur Alger dirigé par l'amiral Jean II d'Estrées. Pressenti au poste de kapudan pacha en 1699, il est cependant politiquement mis à mal par les conséquences de ce bombardement (les expéditions navales contre la France, et terrestres contre les Espagnols à Oran, ayant ruiné les finances), et doit s'enfuir à Tunis puis à Constantinople, le poste étant finalement attribué à un autre.
Il commande la flottille du Danube en 1690 et 1691, puis une flotte en mer Noire, et est ensuite promu gouverneur de Rhodes (alors menacée par les Vénitiens) et commandant des vaisseaux ottomans. Il se distingue à ce poste lors de la reconquête de Chios au début de 1695, ce qui lui vaut d'être nommé kapudan pacha en mai et de diriger la marine ottomane jusqu'à la fin de la guerre. Il participe ainsi à la bataille d'Andros de 1696. Le 5 juin 1697, il bat une escadre vénitienne près de l'île de Ténédos, le 3 septembre il remporte une nouvelle bataille à Andros, et conduit une autre bataille près de Lesbos, le 21 septembre 1698.
Il meurt à Paros en 1701 et est enterré à Chios.

## Réorganisation de la marine
Avec le soutien du sultan Mustafa II, il réforme la marine, devenue archaïque. Ses réformes sont compilées dans un recueil (kannunname) publié peu avant sa mort. Ce texte introduit entre autres des réformes dans la hiérarchie, précise le mode de promotion au sein du corps des officiers et entérine la prééminence des vaisseaux sur les galères.